# Antiklinala
Antiklinala (grč. anti = suprotno; klinein = nagnuti se) u geologiji je dio strukturnog oblika bore, odnosno predstavlja pozitivnu strukturu u Zemljinoj kori, koja u jezgru ima najstarije slojeve. Osim kada je bora prevrnuta, antiklinala predstavlja pozitivnu strukturu, konveksnu na više, pa iz tog razloga antiklinalu ne određuje njen oblik nego starost jedinica koje je izgrađuju (u slučaju prevrnute bore, antiklinala će imati negativnu formu, konveksnu na niže).
Podrazumijeva da je niz povezanih slojeva (taložno, stratigrafski, tektonski) poprimio jednaki pozitivni oblik, odnosno konveksan oblik usmjeren prema površini terena. Uz pojam sinklinale to je najpoznatiji geološki strukturni oblik Zemljine kore. Vrlo je važan za nakupljanje lakših fluida u podzemlju, npr. nafte i plina u stijenama primarno zasićenim vodom.
Nastanak antiklinale jednostavno je objašnjiv stresom usmjerenim prema središtu strukture, kada se središnji dio strukture izdiže, dok se krila iste spuštaju. 